# Copa de baloncesto de Alemania 2019
La 52ª edición de la Copa de baloncesto de Alemania (en alemán Deutscher Pokalsieger y conocida popularmente como BBL-Pokal) celebró la final en Bamberg el 17 de febrero de 2019.

## Clasificación
Se clasificaron para disputar la copa los 16 primeros clasificados de la Basketball Bundesliga 2017-18.
| Pos. | Equipo                        | PJ | G  | P  | PF   | PC   | DP   | Pts | Clasificación o descenso |
| ---- | ----------------------------- | -- | -- | -- | ---- | ---- | ---- | --- | ------------------------ |
| 1    | Bayern de Múnich              | 34 | 31 | 3  | 3011 | 2573 | +438 | 62  | Clasificados             |
| 2    | Alba Berlin                   | 34 | 29 | 5  | 3044 | 2540 | +504 | 58  | Clasificados             |
| 3    | MHP Riesen Ludwigsburg        | 34 | 26 | 8  | 2932 | 2574 | +358 | 52  | Clasificados             |
| 4    | Brose Bamberg                 | 34 | 22 | 12 | 2789 | 2594 | +195 | 44  | Clasificados             |
| 5    | Telekom Baskets Bonn          | 34 | 21 | 13 | 2815 | 2667 | +148 | 42  | Clasificados             |
| 6    | Medi Bayreuth                 | 34 | 21 | 13 | 2849 | 2756 | +93  | 42  | Clasificados             |
| 7    | EWE Baskets Oldenburg         | 34 | 21 | 13 | 2922 | 2822 | +100 | 42  | Clasificados             |
| 8    | Fraport Skyliners             | 34 | 20 | 14 | 2649 | 2614 | +35  | 40  | Clasificados             |
| 9    | s.Oliver Würzburg             | 34 | 19 | 15 | 2690 | 2578 | +112 | 38  | Clasificados             |
| 10   | ratiopharm Ulm                | 34 | 16 | 18 | 2748 | 2775 | −27  | 32  | Clasificados             |
| 11   | Gießen 46ers                  | 34 | 16 | 18 | 2949 | 3016 | −67  | 32  | Clasificados             |
| 12   | Basketball Löwen Braunschweig | 34 | 14 | 20 | 2527 | 2741 | −214 | 28  | Clasificados             |
| 13   | Science City Jena             | 34 | 14 | 20 | 2677 | 2790 | −113 | 28  | Clasificados             |
| 14   | BG Göttingen                  | 34 | 10 | 24 | 2684 | 2980 | −296 | 20  | Clasificados             |
| 15   | Mitteldeutscher BC            | 34 | 10 | 24 | 2748 | 2957 | −209 | 20  | Clasificados             |
| 16   | Eisbären Bremerhaven          | 34 | 8  | 26 | 2647 | 2857 | −210 | 16  | Clasificados             |
| 17   | Rockets                       | 34 | 7  | 27 | 2566 | 2914 | −348 | 14  |                          |
| 18   | Tigers Tübingen               | 34 | 1  | 33 | 2525 | 3024 | −499 | 2   |                          |

 Fuente: Beko BBL
Criterios de clasificación: 1) Puntos; 2) Enfrentamiento directo; 3) Puntos de diferencia; 4) Puntos anotados.

## Rondas y fechas
| Ronda            | Sorteo                  | Fechas                     |
| ---------------- | ----------------------- | -------------------------- |
| Octavos de final | 27 de julio de 2018     | 6–7 de octubre de 2018     |
| Cuartos de final | 12 de octubre de 2018   | 22–23 de diciembre de 2018 |
| Semifinales      | 23 de diciembre de 2018 | 20 de enero de 2019        |
| Final            |                         | 17 de febrero de 2019      |

## Octavos de final
El sorteo se realizó el 27 de julio de 2018.
| 6 de octubre de 2018 | Fraport Skyliners                                                            | 78–74                                 | ratiopharm Ulm                                                | |  |
| 18:00                | Parciales: 16–17, 18–25, 21–16, 23–16                                        | Parciales: 16–17, 18–25, 21–16, 23–16 | Parciales: 16–17, 18–25, 21–16, 23–16                         | |  |
|                      | Estadísticas Brady Heslip 24 Jonas Wohlfarth-Bottermann 9 Trae Bell-Haynes 6 | Reporte Pts Reb Asts                  | Estadísticas Dwayne Evans 25 Javonte Green 8 Patrick Miller 7 | Pabellón: Fraport Arena, Frankfurt Asistencia: 3,560 espectadores Árbitros: Clemens Fritz, Enrico Streit, Stefan Fingerling |  |

| 6 de octubre de 2018 | BG Göttingen                                                   | 72–67                                 | MHP Riesen Ludwigsburg                                           | |  |
| 18:00                | Parciales: 19–17, 13–14, 10–26, 30–10                          | Parciales: 19–17, 13–14, 10–26, 30–10 | Parciales: 19–17, 13–14, 10–26, 30–10                            | |  |
|                      | Estadísticas Derek Willis 19 Derek Willis 8 Michael Stockton 9 | Reporte Pts Reb Asts                  | Estadísticas Jordon Crawford 20 Kelan Martin 9 Jordon Crawford 6 | Pabellón: Sparkassen Arena, Göttingen Asistencia: 2,168 espectadores Árbitros: Johannes Hack, Radeesh Kattur, Steve Bittner |  |

| 6 de octubre de 2018 | Eisbären Bremerhaven                                            | 69–89                                 | Telekom Baskets Bonn                                          | |  |
| 20:30                | Parciales: 23–20, 17–25, 15–27, 14–17                           | Parciales: 23–20, 17–25, 15–27, 14–17 | Parciales: 23–20, 17–25, 15–27, 14–17                         | |  |
|                      | Estadísticas Jordan Brangers 22 Fabian Bleck 7 Turner, Warren 3 | Reporte Pts Reb Asts                  | Estadísticas Ra'Shad James 18 James Webb 12 Charles Jackson 5 | Pabellón: Bremerhaven Stadthalle, Bremerhaven Asistencia: 1,063 espectadores Árbitros: Moritz Reiter, Konstantin Simonow, Henning Frölich |  |

| 6 de octubre de 2018 | Brose Bamberg                                               | 92–74                                 | s.Oliver Würzburg                                                 | |  |
| 20:30                | Parciales: 30–14, 21–23, 21–15, 20–22                       | Parciales: 30–14, 21–23, 21–15, 20–22 | Parciales: 30–14, 21–23, 21–15, 20–22                             | |  |
|                      | Estadísticas Tyrese Rice 20 Cliff Alexander 8 Nikos Zisis 8 | Reporte Pts Reb Asts                  | Estadísticas Skyler Bowlin 16 Gabriel Olaseni 7 Gabriel Olaseni 4 | Pabellón: Brose Arena, Bamberg Asistencia: 6,150 espectadores Árbitros: Robert Lottermoser, Carsten Straube, Andreas Bohn |  |

| 7 de octubre de 2018 | Alba Berlin                                                | 88–68                                 | Medi Bayreuth                                                        | |  |
| 15:00                | Parciales: 19–19, 31–15, 14–17, 24–17                      | Parciales: 19–19, 31–15, 14–17, 24–17 | Parciales: 19–19, 31–15, 14–17, 24–17                                | |  |
|                      | Estadísticas Niels Giffey 18 Luke Sikma 9 tres jugadores 6 | Reporte Pts Reb Asts                  | Estadísticas Adonis Thomas 17 tres jugadores 3 Robertson, Stockton 3 | Pabellón: Mercedes-Benz Arena, Berlín Asistencia: 6,851 espectadores Árbitros: Benjamin Barth, Julian Groll, Dominic Bejaoui |  |

| 7 de octubre de 2018 | Bayern Munich                                                | 106–92                                | Gießen 46ers                                               | |  |
| 15:00                | Parciales: 28–17, 32–16, 22–27, 24–32                        | Parciales: 28–17, 32–16, 22–27, 24–32 | Parciales: 28–17, 32–16, 22–27, 24–32                      | |  |
|                      | Estadísticas Danilo Barthel 17 Devin Booker 9 Devin Booker 6 | Reporte Pts Reb Asts                  | Estadísticas John Bryant 18 John Bryant 7 Bryant, Taylor 5 | Pabellón: Audi Dome, Múnich Asistencia: 3,890 espectadores Árbitros: Anne Panther, Christof Madinger, Nicolas Brendel |  |

| 7 de octubre de 2018 | EWE Baskets Oldenburg                                              | 91–94                                 | Science City Jena                                         | |  |
| 18:00                | Parciales: 29–20, 24–21, 20–24, 18–29                              | Parciales: 29–20, 24–21, 20–24, 18–29 | Parciales: 29–20, 24–21, 20–24, 18–29                     | |  |
|                      | Estadísticas Nathan Boothe 22 Philipp Schwethelm 8 Will Cummings 7 | Reporte Pts Reb Asts                  | Estadísticas Dru Joyce 22 Oliver Mackeldanz 6 Dru Joyce 7 | Pabellón: Große EWE Arena, Oldenburg Asistencia: 4,018 espectadores Árbitros: Martin Matip, Nesa Kovačević, Zulfikar Oruzgani |  |

| 7 de octubre de 2018 | Basketball Löwen Braunschweig                                     | 83–75                                 | Mitteldeutscher BC                                       | |  |
| 18:00                | Parciales: 13–17, 14–25, 25–18, 31–15                             | Parciales: 13–17, 14–25, 25–18, 31–15 | Parciales: 13–17, 14–25, 25–18, 31–15                    | |  |
|                      | Estadísticas Thomas Klepeisz 21 Scott Eatherton 9 Travis Taylor 4 | Reporte Pts Reb Asts                  | Estadísticas Trevor Releford 20 James Farr 6 Lee Moore 4 | Pabellón: Volkswagen Halle, Braunschweig Asistencia: 2,267 espectadores Árbitros: Oliver Krause, Tamer Arik, Moritz Krüper |  |

## Cuartos de final
El sorteo se realizó el 12 de octubre de 2018.
| 22 de diciembre de 2018 | Fraport Skyliners                                              | 80–70                                 | Basketball Löwen Braunschweig                                         | |  |
| 18:00                   | Parciales: 16–21, 22–17, 20–12, 22–20                          | Parciales: 16–21, 22–17, 20–12, 22–20 | Parciales: 16–21, 22–17, 20–12, 22–20                                 | |  |
|                         | Estadísticas Jason Clark 18 Leon Kratzer 9 Trae Bell-Haynes 10 | Reporte Pts Reb Asts                  | Estadísticas Blake, Eatherton 15 Blake, Eatherton 7 Klepeisz, Rahon 3 | Pabellón: Fraport Arena, Frankfurt Asistencia: 4,800 espectadores Árbitros: Moritz Reiter, Christof Mading, Steve Bittner |  |

| 22 de diciembre de 2018 | BG Göttingen                                                     | 64–83                                 | Brose Bamberg                                            | |  |
| 20:30                   | Parciales: 12–28, 16–16, 21–22, 15–17                            | Parciales: 12–28, 16–16, 21–22, 15–17 | Parciales: 12–28, 16–16, 21–22, 15–17                    | |  |
|                         | Estadísticas Derek Willis 16 tres jugadores 4 Dominic Lockhart 8 | Reporte Pts Reb Asts                  | Estadísticas Tyrese Rice 14 Harris, Rice 5 Tyrese Rice 5 | Pabellón: Sparkassen Arena, Göttingen Asistencia: 3,447 espectadores Árbitros: Martin Matip, Anne Panther, Carsten Straube |  |

| 23 de diciembre de 2018 | Science City Jena                                              | 86–89                                 | Telekom Baskets Bonn                              | |  |
| 15:00                   | Parciales: 23–18, 23–30, 21–19, 19–22                          | Parciales: 23–18, 23–30, 21–19, 19–22 | Parciales: 23–18, 23–30, 21–19, 19–22             | |  |
|                         | Estadísticas Derrick Allen 21 Derrick Allen 6 Joyce, Mažeika 5 | Reporte Pts Reb Asts                  | Estadísticas Josh Mayo 21 Josh Mayo 6 Josh Mayo 7 | Pabellón: Sparkassen-Arena, Jena Asistencia: 3,076 espectadores Árbitros: Toni Rodríguez, Benjamin Barth, Oliver Krause |  |

| 23 de diciembre de 2018 | Bayern de Múnich                                                   | 70–78                                 | Alba Berlin                                                 | |  |
| 18:00                   | Parciales: 24–21, 16–20, 15–20, 15–17                              | Parciales: 24–21, 16–20, 15–20, 15–17 | Parciales: 24–21, 16–20, 15–20, 15–17                       | |  |
|                         | Estadísticas Derrick Williams 15 Barthel, Đedović 6 Stefan Jović 4 | Reporte Pts Reb Asts                  | Estadísticas Jonas Mattisseck 15 Luke Sikma 10 Luke Sikma 8 | Pabellón: Audi Dome, Múnich Asistencia: 6,500 espectadores Árbitros: Robert Lottermoser, Clemens Fritz, Nesa Kovačević |  |

## Semifinales
el empate se hizo el 23 de diciembre de 2018.
| 20 de enero de 2019 | Fraport Skyliners                                                       | 70–105                                | Alba Berlin                                                    | |  |
| 15:00               | Parciales: 17–27, 12–30, 22–27, 19–21                                   | Parciales: 17–27, 12–30, 22–27, 19–21 | Parciales: 17–27, 12–30, 22–27, 19–21                          | |  |
|                     | Estadísticas Quantez Robertson 16 Elijah Clarance 4 Quantez Robertson 6 | Reporte Pts Reb Asts                  | Estadísticas Giesraitis, Giffey 16 Luke Sikma 8 Stefan Peno 10 | Pabellón: Fraport Arena, Frankfurt Asistencia: 5,000 espectadores Árbitros: Anne Panther, Martin Matip, Toni Rodriguez |  |

| 20 de enero de 2019 | Brose Bamberg                                                         | 90–87                                 | Telekom Baskets Bonn                                              | |  |
| 18:00               | Parciales: 14–21, 32–29, 28–21, 16–16                                 | Parciales: 14–21, 32–29, 28–21, 16–16 | Parciales: 14–21, 32–29, 28–21, 16–16                             | |  |
|                     | Estadísticas Alexander, Rice 21 Cliff Alexander 8 Rice, Nikos Zisis 6 | Reporte Pts Reb Asts                  | Estadísticas Martin Breunig 21 Yorman Polas Bartolo 6 Josh Mayo 6 | Pabellón: Brose Arena, Bamberg Asistencia: 5,889 espectadores Árbitros: Robert Lottermoser, Moritz Reiter, Benjamin Barth |  |

## Final
El sorteo para elegir el equipo local se celebró el 20 de enero de 2019.
| 17 de febrero de 2019 | Brose Bamberg                                              | 83–82                                 | Alba Berlin                                                   | |  |
| 15:00                 | Parciales: 20–16, 24–21, 19–17, 20–28                      | Parciales: 20–16, 24–21, 19–17, 20–28 | Parciales: 20–16, 24–21, 19–17, 20–28                         | |  |
|                       | Estadísticas Tyrese Rice 20 tres jugadores 4 Nikos Zisis 8 | Reporte Pts Reb Asts                  | Estadísticas Rokas Giedraitis 23 Landry Nnoko 9 Peyton Siva 7 | Pabellón: Brose Arena, Bamberg Asistencia: 6,150 espectadores Árbitros: Robert Lottermoser, Martin Matip, Anne Panther |  |